# Opvs Contra Natvram
Albums de Behemoth
I Loved You at Your Darkest
(2018) The Shit ov God
(2025)
Opvs Contra Natvram est le douzième album studio du groupe polonais de blackened death metal Behemoth. L'album sort le 16 septembre 2022 via le label Nuclear Blast en Europe.

## Liste des titres
| No  | Titre                  | Durée |
| --- | ---------------------- | ----- |
| 1.  | Post-God Nirvana       | 3:10  |
| 2.  | Malaria Vvlgata        | 2:18  |
| 3.  | The Deathless Sun      | 4:43  |
| 4.  | Ov My Herculean Exile  | 4:43  |
| 5.  | Neo-Spartacvs          | 4:18  |
| 6.  | Disinheritance         | 4:22  |
| 7.  | Off To War!            | 4:47  |
| 8.  | Once Upon A Pale Horse | 4:16  |
| 9.  | Thy Becoming Eternal   | 4:09  |
| 10. | Versvs Christvs        | 6:29  |